# Johann Georg Czigan (Freiherr)
Johann Georg (von) Czigan, Freiherr von Slupsko in Freystadt und Dobroslawitz (* um 1600; † Januar 1640), auch Hans Georg Czigan, Freiherr von Schlupska, Herr auf Freistadt, Dobroslawitz und Sacraco, war ein deutscher Freiherr.

## Leben
Czigan stammt aus einem uralten schlesischen und böhmischen Adelsgeschlecht, den Czigan (Zygan, Zigan) oder auch Cygan ze Słupska (Zegota/Czegota von Slupsko). Er unternahm vor 1614 oder um 1615 eine Studienreise nach Leipzig, Jena und Straßburg, auf der er durch die Adeligen Johann Bernhard II. Maltzan (1597–1667), Freiherr von Wartenberg, Joachim und Andreas d. J. von Kochtizky (Kochtschütz), Freiherren von Kochticz und Lubliniec, Christoph Ernst von Prittwitz zu Laskowitz sowie als Erzieher (Präzeptor) durch den Humanisten, Juristen und Dichter Jakob von Bruck-Angermundt (um 1580 bis um 1622) begleitet wurde. In Straßburg wurden die adligen Studenten von der Dichterin Johanna Otho mit Gedichten bedacht, die Otho 1616 in ihrem ersten Gedichtband der Carminum diversorum libri duo veröffentlichte. Nach Straßburg ging die Studienreise weiter durch Frankreich und Italien. 1622 studierte der Protestant noch in Leiden.
Czigan heiratete Marianne Freiin Kochtschütz, Schwester von Andreas und Nikolaus von Kochtschütz, des Landeshauptmanns von Neisse.
Der Dichter Daniel von Czepko, der in der ersten Hälfte der 1630er Jahre auf seinem Gut Dobroslawitz als Hauslehrer gelebt hatte, verfasste 1640 zu Czigans Tod die Gelegenheitsschrift Auff Deß Wolgebohrnen Herren Herren Hans Georg Czigan/ Freyherrn von Schlupska/ Herrn auff Freystadt/ Dobroslawitz und Sacraco/ in Gott seeligen Abschied.

## Schriften
- Johannes-Georgius Czigan et al.: Nuptiis viri clarissimi et doctissimi […] M.Joannis Hartmanni, Gymnasii Svidniciensis Con-Rectoris […] sponsi et […] Susannae Langiae […] Wolfgangi Langii […] filiae […] ad diem 26. Augusti Anno 1613. celebrandis. Lignici, [post 26 VIII 1613].